# Wigtownshire
Wigtownshire (także Wigtown, gael. Siorrachd Wigtown) – hrabstwo historyczne na południowo-zachodnim krańcu Szkocji, w granicach współczesnego hrabstwa Dumfries and Galloway, do 1975 roku pełniło funkcję administracyjną. Od strony południowej oblewa je Morze Irlandzkie, a od zachodu Kanał Północny, ma rozwiniętą linię brzegową. Sąsiaduje z hrabstwami Ayrshire (na północy) i Kirkcudbrightshire (na wschodzie). Z tym ostatnim tworzy krainę historyczną Galloway. Powierzchnia hrabstwa wynosi 1258 km². Ośrodkiem administracyjnym było miasto Wigtown.
Terytorium hrabstwa obejmuje półwysep Rhins of Galloway oraz doliny rzek Cree, Bladnoch i Luce. Do głównych miejscowości należą Wigtown, Newton Stewart, Whithorn, Stranraer oraz Portpatrick.
Tradycyjnie główną gałęzią gospodarki na tym terenie było rolnictwo. W XX wieku rozwinęła się turystyka.